# AnsaldoBreda
AnsaldoBreda — італійська залізнична інжирингова компанія, контрольована холдингом Finmeccanica. Компанія займається проектуванням і виробництвом залізничного тягового рухомого складу, трамваїв, механічного та електричного обладнання для них, електроапаратів, систем управління ТПС.
Компанія була утворена в 2001 році шляхом злиття компаній Ansaldo Trasporti і Breda Costruzioni Ferroviarie.
Офіси та виробничі майданчики компанії розташовані в містах Неаполь, Пістоя, Реджо-ді-Калабрія і Палермо.
Компанія виробляє електровози серій FS E402, FS E403; електропоїзди серій TAF, TSR, швидкісний електропоїзд V250 «Альбатрос», багатосекційні трамваї Sirio, тролейбуси та інше.
В лютому 2015 року компанію AnsaldoBreda купила компанія Hitachi, тому з листопада 2015 року компанія змінила назву на Hitachi Rail Italy S.p.A.